# Trace Lysette
Trace Lysette es una actriz y artista de grabación estadounidense, cuyos papeles más notables incluyen a Shea en la serie de televisión Transparent (2014-2019) y Tracey en la película Estafadoras de Wall Street (2019). También apareció en el documental de Netflix Disclosure: Ser trans en Hollywood como ella misma.

## Filmografía

### Cine
| Año  | Título                             | Papel          | Notas        |
| ---- | ---------------------------------- | -------------- | ------------ |
| 2015 | The Curse of the Fuentes Women     | Gloria         |              |
| 2016 | Coffee House Chronicles: The Movie | Rachel         |              |
| 2017 | Deadbeat                           | Esposa de Ryan | Cortometraje |
| 2019 | Estafadoras de Wall Street         | Tracey         |              |
| 2020 | Disclosure: Ser trans en Hollywood | Ella misma     | Documental   |
| 2021 | Venus as a Boy                     | Hendrix        |              |
| 2023 | Monica                             | Monica         |              |

### Televisión
| Año       | Título                            | Papel                        | Notas                                       |
| --------- | --------------------------------- | ---------------------------- | ------------------------------------------- |
| 2013      | Law & Order: Special Victims Unit | Lila                         | Episodio: "Internal Affairs"                |
| 2014-2019 | Transparent                       | Shea                         | 11 episodios                                |
| 2015      | I Am Cait                         | Ella misma                   | 3 episodios                                 |
| 2015-2016 | Blunt Talk                        | Gisele                       | 3 episodios                                 |
| 2016-2019 | Drunk History                     | Sylvia Rivera/Elizabeth Eden | 2 episodios                                 |
| 2017      | RuPaul's Drag Race                | Ella misma                   | Episodio: "Grand Finale"                    |
| 2018-2019 | Pose                              | Tess Wintour                 | 2 episodios                                 |
| 2018      | Midnight, Texas                   | Celeste                      | Episodio: "Drown the Sadness in Chardonnay" |
| 2019      | David Makes Man                   | Femi                         | Episodio: "Dai Out"                         |
| 2021      | Q-Force                           | Toluca Lake                  | 2 episodios                                 |

### Web
| Año  | Título                  | Papel  | Notas                    |
| ---- | ----------------------- | ------ | ------------------------ |
| 2016 | Coffee House Chronicles | Rachel | Episodio: "Tran-sitions" |

### Vídeos musicales
| Año  | Título            | Artista(s)           | Notas       |
| ---- | ----------------- | -------------------- | ----------- |
| 2017 | Name for You      | The Shins            |             |
| 2018 | Girls Like You    | Maroon 5 con Cardi B | [ 3 ] [ 4 ] |
| 2018 | Beat for the Gods | Laverne Cox          | [ 5 ]       |
| 2018 | SOS               | Cher                 |             |
| 2019 | WTP               | Teyana Taylor        | [ 6 ]       |